# Funaria flaviseta
Funaria flaviseta är en bladmossart som beskrevs av Warnstorf 1915. Funaria flaviseta ingår i släktet spåmossor, och familjen Funariaceae. Inga underarter finns listade i Catalogue of Life.